# Bulbophyllum sarcophylloides
Bulbophyllum sarcophylloides é uma espécie de orquídea (família Orchidaceae) pertencente ao gênero Bulbophyllum. Foi descrita por Emily Steffan Siegerist em 1994.